# Тицанова буна
Тицанова буна је била побуна на простору дела Сремске жупаније од 3. до 9. априла 1807. године. Изазвао ју је тежак положај Срба кметова (паора) у Срему. Она је била једна од мањих буна на простору југа Угарске које су текле паралелно са Првим српским устанком. Иако се њена величина и улога често преувеличава, у склопу српског националног дискурса о "утицајима Српске револуције на околни српски народ", у њој није учествовало више од двадесетак села са простора румског и илочког спахилука (између сремског дела Војне границе и јужних обронака Фрушке горе), те да узроци буне нису директно повезани са Српском револуцијом. По званичном извештају Петра Комаромија, учествовало је 15.000 људи (устаника) из 45 села. Теодор Аврамовић-Тицан је био само један од вођа побуне, што значи да и име саме буне није прикладно.

## Узроци буне
Аустријско царство се већ годинама налазило у рату са Наполеоновом Француском, што је представљало огроман терет њеној привреди. Средства за рат, као и за опште функционисање привреде, давала је највећим делом пољопривреда феудалног типа. Како је држава повећавала порезе, нашавши то за најлакши начин повећања прихода, спахије су истовремено повећале обавезе у раду на својим имањима, тако осигуравши да њихов део пореза не буде смањен. Централна власт није желела да интервенише по питању кршења урбаријалних прописа (законских прописа који су ограничавали феудалну експлоатацију). Урбаријални закони су толико кршени, да су се сељаци из Стејановаца 1807. жалили како су спахије прописале правило да сељаци пет дана раде спахијску, а шести дан своју земљу. Сељаци Инђије су се такође жалили да су спахије забраниле сељацима да гаје најрентабилније културе на својим поседима (винограде и воћњаке). Приликом премеравања, спахије су сељацима такође одузимале крчевине и пашњаке (најбоља земљишта). Спахије су такође уводиле разне махинације, попут смањења величине сељачких имања, али повећања њиховог броја (ради повећања пореза) или ометања нормалне трговине. На све злоупотребе надовезале су се и неродне године.

## Буне у Срему и Барањи током 1806. године
Први сигурно утврђени покушај буне у Срему десио се током зиме 1806. године у селу Марадику. О овом догађају зна се искључиво на основу исказа вогањског учитеља Андрије Поповића пред судом, 20. априла 1807. године. Сељаци су се побунили пре свега због обавеза тешког рада у шумама на сечи дрва за спахилук. Нејасно је како је буна текла и како се завршила, али су се сељаци из Марадика придружили Тицановој буни.
Нова побуна сељака избила је јуна 1806. године на митрополитском даљском спахилуку. Побуна је захватила сељаке Даља, Борова и Белог Брда. Сељаци даљског спахилука су устали против "регулације" којом им се одузимала земља, те су збацивали и постављали нове кнезове села. Митрополит Стеван Стратимировић је морао да цео случај препусти жупанијским властима, које су тек под претњом војне интервенције успеле да успоставе ред и мир.

## Контакти са Србијом
Шабачки заповедник, поп Лука Лазаревић, је слао људе преко Саве да извештавају о стању у Аустријском царству, купују храну и оружје. Почетком 1806. године поменути учитељ из Вогња, Андрија Поповић, прогнан из Војне границе због симпатија према српским устаницима, боравио је код попа Луке Лазаревића, слушајући о његовим плановима за ослобођење свих Срба. Средином 1806. године Андрија Поповић се настанио у Вогњу, водећи пропагандну активност према сремском становништву, и у Граници, и у Паорији (Провинцијалу). Андрија Поповић се убрзо спријатељио са месним кнезом и Пантелијом Остојићем. Са њима је био сагласан и локални свештеник, Максим Атанацковић.
Почетком 1807. године је поп Лука Лазаревић дао одређена уверавања о подршци вогањским завереницима. У међувремену је нови вогањски кнез постао Теодор Аврамовић, који је са младим Марком Огњановићем, учеником Андрије Поповића и артиљерцем попа Луке Лазаревића, постао део вогањских завереника. Почетком 1807. године Марко Огњановић је, по налогу групе, отишао до попа Луке Лазаревића да добије децидан одговор да ли ће добити помоћ у буни. Пошто је обавестио Ђорђа Петровића-Карађорђа о намерама устаника и добио негативан одговор, поп Лука Лазаревић је обавестио заверенике о немогућности да помогне. У марту је Марко Огњановић опет отишао преко Саве заједно са сином Андрије Поповића. Није јасно какав одговор су добили, али је извесни граничарски дезертер и добровољац у устаничкој војсци, Андрија из Шашинаца, тада уверавао Вогањце о томе да ће их у случају буне помоћи Стојан Чупић и Лука Лазаревић. После ових гласова Андрија Поповић је отишао у Петроварадин, да у Граници купи праха и олова. 
По другом извору, марта 1807. године у Шабац су ишли два вогањска кмета, Пантелија Остојић и Марко Огњановић. Разговали су са командантом Шапца, поп Луком Лазаревићем који им је саветовао да дижу буну. Кметови су се вратили у Срем и пренели својим Вогањцима.
Земунски трговци, који су иначе снабдевали српске устанике, обећавали су и Вогањцима помоћ у праху и олову. Један аустријски конфидент је известио да су се вогањски нотарош и још многи повратили из Београда седам дана пре избијања Тицанове буне. Барон Симбшен, командант Границе, је 3. јануара 1808. године известио да су подстицаји за буну долазили од Станоја Главаша, који је више пута долазио у Земун и Панчево на преговоре и састанке са Сремцима, те да се морао организовати надзор да би се њихове везе похватале. Аустријски извештаји из априла и маја 1807. године говоре о одређеним курентама (прогласима) које су устаничке вође слале у Срем. Ове куренте су говориле о обнови Српског царства. Ови прогласи су вероватно уништени при крају устанка.

## Избијање и ток буне
Побуна је избила на румском властелинству грофа Карла Пејачевића, жупана сремског. Вогањци су чекали да Велики жупан гроф Јосиф Пејачевић оде из Руме. Побуну је покренуо кнез вогањски, Теодор Аврамовић Врбањац, у суботу 3. априла 1807. године упућујући проглас. Кнез Теодор Аврамовић је одмах упутио позиве у Буђановце, Брестач, Суботиште, Добринце, Сибач, Петровце, Путинце, Бешеново и друга места да одмах сутра пошљу на скупштину у Вогањ изасланике и друге људе под оружјем, да се договоре шта да се уради, па да се њихово стање поправи... Ако би когод од свештеника, или од кнеза, затајио овај курент, цела фамилија метнуће му се под сабљу, нека отправи у та села куда надлежи. И у спаилук, и у вармеђу, који би јавио, тај живити неће, ни његова фамилија цела. Ако не дође у недељу, то јест 23. марта (4. априла) к нама у Вогањ, овај курент у ком би се селу задржао, или затајао, то ће све, цело село страдати кроз овај курент.
До састанка у Вогњу није дошло, јер су власти сазнале за планове побуњеника и послале војску у Вогањ, где је већ 4. априла дошло до сукоба. Стога су се побуњеници, око 40 њих, решили на пресељење у Врдник. Кнез Теодор Аврамовић је 5. априла упутио позив на побуну прњаворским кнезовима у Крушедолу, Гргетегу и Нерадину. У писму истог дана, послатом у Буђановце, Брестач, Суботиште, Добринце, Сибач, Петровце, Путинце, Мале Радинце и Краљевце, кнез је упозорио локалне кнезове: Таки да изабереш колико више момака са оружјем, и послати амо, к нама у Раваницу, у наше число које содржи веће 405 момака под барјаком стоји. Ако ли послати нећеш, тврду веру имај, нећеш добро проћи. Како писмо примиш, тако купи чету и четобаше пред њима. Нареди паметна, који ће људе довести к нама. Прођи око Руме и другога места куда је кому пут, нимало не мисли да се плашиш, до три дана биће нас 3000, ако више не буде. На крају је додао: није против цара ова скупштина.
Више детаља о планирању скупљања људства и оружја изнео је кнез Теодор Аврамовић у писму манђелоском кнезу. Има да се, брез свакога узрока...потруди што брже може доћи од две главе по један, од четир главе два, од пет или шест глава колико може се, како види са оружјем, какве има, дуге и мале пушке, барут, и олово, и гвоздене виле, ножеве и сабље, како који има, и два кмета оправити у Раваницу, у јутру до 7 сати да је у Раваници под пет барјака. Нека ни мало не сумњају. Ако то не учине, нека гледу куда ће.
Кнез Теодор Аврамовић је писма потписивао као кнез целе армаде наше, као четобаша, затим као старешина инсурекције и командат вогањски.
Властелинство је било веома добро обавештено о целом покрету. Војна власт је одмах обавештена, а ова је одмах замолила митрополита Стевана Стратимировића да интервенише. Већ 7. априла је митрополит позвао подручно свештенство да умирује народ. Међутим, у ноћи између 6. и 7. априла су побуњеници на путу из Крушедола за Ириг пресрели властелинског директора Антала Фелкиша и његовог сина, одвевши их у шуму. У једном писму крушедолски намесник Давид Поповић писао је: у Иригу побуна велика измежу људи, и дућане позатварали јесу. У нашему перњавору равним начином, и сви се клоне к злу. Синоћке оставшу ми у перњавору ради примиренија и совјета, затечем код сеоске куће вашар читав, мало и велико, међу њима неке стране милитарце, који вопреки отвејствовали ми да им је тешко, и трпети се не може више и правице никакве нема и воледу погинути нежели овако живити, а наши прњаворци секундирају им. Као вође побуњеника јавили су се 8. априла буљубаша Гаврило Ернић (Рнић), Пантелија Остојић и друге старешине инсурекције.
На ове догађаје митрополит Стеван Стратимировић је реаговао тако што се лично из Карловаца упутио у побуњенички логор. На путу између прњавора и манастира Врдника, задржала га је чета која је ка њему уперила пушке. Касније је митрополит сазнао да је вођа ове чете био Теодор Аврамовић-Тицан, родом из Јаска. Кнезу је тада било 44 године, од чега је 17 година провео као граничар. Митрополит је чети саопштио да је он дошао да им помогне колико може, и да зауставе побуну. Тражио је да му се у манастир пошаљу старији људи на разговор. Кнез Теодор Аврамовић из Вогња је пристао, али се томе успротивио Теодор Аврамовић-Тицан. Ипак, 9. априла је неколицина старијих људи дошла на разговор. Митрополит је обећао да ће се потрудити да војна команда донесе одлуку о општој амнестији, те да ће се формирати специјална комисија која ће размотрити њихове жалбе, те да ће им се вратити недавно одузето земљиште. Неке општине, попут буђановачке, одмах су умолиле властелинство да им се опрости. Изгледа да је тад дошло до дефинитивног расцепа између кнеза Теодора Аврамовића и Теодора Аврамовића-Тицана.
Теодор Аврамовић-Тицан је са својом четом од 300-400 људи напустио Врдник и запутио се на илочко властелинство принчева Одескалкија, да би онде организовао побуну. Војне власти, потпуно обавештене о његовом кретању, послале су на њега три пешачке и једну хусарску компанију. У крају између Бингуле, Визића и Дивше (Ђипше) дошло је до сукоба 9. априла. Дванаест побуњеника је убијено, многи су рањени, а остатак се разбежао. Са тројицом других вођа, Теодор Аврамовић-Тицан је ухваћен 10. априла у Лежимиру. Одатле је спроведен у Манђелос, али су га локалци ослободили. Теодор Аврамовић-Тицан се предао 16. априла, те је одведен у затвор у Иригу. Он је, међутим, успео да развали решетке на прозору и побегне из затвора. Док је вероватно покушавао да побегне у Србију, Теодор Аврамовић-Тицан је ухваћен у Грабовцима на Сави и касније стрељан.
Када су Вогањци стигли у Врдник, Андрија Поповић у договору са другим вођама посла писмо попа Луки Лазаревићу, пишући (са претеривањем) да је окупио око 6.000-7.000 људи и да чека око 10.000 људи из Бачке. Од попа Луке Лазаревића је тражио да пошаље у Срем 50-100 коњаника, који би створили утисак да српски устаници масовно прелазе Саву. Курир је прешао Саву код Кленка, у ком је Андрија Поповић имао бројне везе, и дошао до Дрине, предавши писмо попу Луки Лазаревићу. Обавестивши Ђорђа Петровића-Карађорђа, поп Лука Лазаревић је добио наредбу да позове 30 граничара-дезертера и затражи да двојица пођу до Раванице и извиде ситуацију. Јавила су се двојица, од којих је један био Теодор Племечковић из Бачке. Двојица граничара су стигли када је буна већ била разбијена. 
Кнезови Реметице и Петроваца су редовно куренте предавали властима. Жупанијска скупштина 1810. у Вуковару одликовала је кнезове Брестача, Мале Ремете и Јаска што су спречавали устаничку преписку и сузбијали отров побуне.

## Циљеви устаника
Први који је указао на значајне везе између вођа Тицанове буне и вођа Првог српског устанка био је Бенјамин Калаи у својој Историји Првог српског устанка. Он је такође зачетник тезе да је Тицанова буна одјек Првог српског устанка, те да се сељаци не би сами побунили без спољног утицаја. Ова теза се од Калаијевог дела пренела у српску историографију, те и данас доминира освртима на Калаијеву буну у научној литератури и уџбеницима. Управо Калаијев је и закључак да је коначни циљ устаника био спајање са Србијом.
Циљеви устанка се виде у случаја у Нептину, жалбе једног сељака из Чалме, исказа Теодора Аврамовића-Тицана пред судом, те писма грофа Стадиона цару од 28. јула 1807. године. Циљ је био да се истребе феудалци, те да се тражи да се Сремска жупанија инкорпорира у Војну границу.

## Националистички елемент
Постоји извештај да су побуњеници објашњавали народу да је Срем српска земља у коју је један патријарх превео 20.000 Срба из Србије и освојио област пошто је уништио Мађаре, те они сада хоће да Срем врате Србији. Један Вогањац у Врднику је почео да позива сељаке на невернике Мађаре, Немце и Шокце, који се наоружавају против Карађорђа. Извесни Александар Манојловић је одржао говор: Ово је права српска земља: једном ногом стојим овде, а другом на Сави. Овамо вас, браћо, будимо сложни за веру и крст, да пробудимо српског краља, који је пре 400 година умро. Ипак, остаје запажено да су овакви националистички моменти дело појединаца, а не самог покрета.